# Polsat Games
Polsat Games ist ein polnischer E-Sport-Sender, der am 1. Oktober 2018 im Internet und am 15. Oktober 2018 um 9:00 Uhr im TV startete.

## Geschichte
Kurz vor September 2018 bekam Polsat von KRRiT die Konzession für seine drei Sender Polsat Games, Polsat Rodzina und smart Dom. Am Anfang sollte Polsat Games Polsat E-Sport heißen, doch die Entscheidung wurde schnell geändert. Am 15. Oktober startete der Polsat Games und einen Tag später Polsat Rodzina. Der Sender ist zwar im Internet verfügbar, der Zuschauer kann allerdings nur Live-Übertragungen wie die Ultraliga, LEC SPRING 2019 und die Ekstraklasa Games FIFA 19 CUP konsumieren.

## Programm

### E-Sport Übertragungen
- League of Legends WM 2018
- Ultraliga League of Legends
- LoL Korea WM 2018
- LEC SPRING 2019
- Ultraliga Spring 2019
- Ekstraklasa Games FIFA 19 CUP
- eChampions League

### E-Sport Programme
- Gry komputerowe Show
- Mistrz Gry
- Tech ToLogiczne
- Nowa Gra+
- Deja Vu
- Level 7
- Okrutni jajciarze
- LoLek i Kawunia
- Po Lekcjach
- Faux Paux
- Rock W Grach

### Anime
- Dragon Ball Super
- Koro Sensei Quest
- Bleach
- Inazuma Eleven GO!

## Filme

### Anime
- Inazuma Eleven Movie: The Ultimate Bound, Griffon

## Verfügbarkeit

### Internetstream
- YouTube und Twitch

### TV
- Cyfrowy Polsat – Nr. 16 und 169
- Netia – Nr. 78
- UPC – Nr. 46, 507 und 563
- Promax – Nr. 127